# نورمان جونسون (سياسي)
نورمان جونسون (بالإنجليزية: Norm Johnson) هو سياسي أمريكي، ولد في 29 يوليو 1938 في توبينيش في الولايات المتحدة. حزبياً، نشط في الحزب الجمهوري. وقد انتخب عضو مجلس نواب واشنطن.